# Isabelle Demers
Isabelle Demers (* 1982 in Lachine (Montreal)) ist eine kanadische Konzertorganistin. Sie ist Professorin für Orgel an der Baylor University in Texas.

## Leben
Demers begann mit 11 Jahren ihr Klavier- und Orgelstudium am Montréal Conservatory of Music. 2003 graduierte sie hier und schloss ein Aufbaustudium an der École Normale de Paris-Alfred Cortot an. Sie studierte weiter an der New Yorker Juilliard School bei Paul Jacobs. Hier erwarb sie sich mit einer Analyse von Bachs Johannespassion den Doktor der Musik.
Isabelle Demers war Preisträgerin und Finalistin mehrerer internationaler Orgelbewerbe. Sie tritt in Konzerten in den USA, in Kanada und in Europa auf.
Johannes Adam von der Badischen Zeitung qualifiziert Isabelle Demers anlässlich ihres Konzertes an den vier Orgeln des Freiburger Münsters am 3. August 2017 als „Jahrhunderttalent“.

## Diskografie
- The New and The Old – L’ancien et le nouveau (ACIS #APL42386)
- Rachel Laurin: Oeuvres pour orgue (ACIS #APL61256)
- The Chorale Fantasias of Max Reger (ACIS #APL01901)
- Bach, Bull & Bombardes (Pro Organo #7259)